# Frans Keelhoff
Frans Keelhoff, né le 2 mai 1820 à Neerharen où il est mort le 20 décembre 1893, est un peintre paysagiste belge.

## Biographie
Frans Keelhoff naît le 2 mai 1820 à Neerharen. Il se forme à l'Académie royale des beaux-arts d'Anvers. Il entreprend plusieurs voyages de formation dès 1842 et s'inscrit au sein de plusieurs expositions en France, en Suisse et en Italie.
Il peint des paysages montagneux romantiques et des vues forestières. Il obtient de nombreuses médailles d'or entre autres à Bruxelles, à Vienne et à Lyon. Cependant, ses tableaux perdent en intérêt et paraissent ennuyeux eu regard du public vers la fin de sa carrière.
Il est fait chevalier de l'Ordre de Léopold.
Il meurt le 20 décembre 1893 à Neerharen.

## Distinctions
- Chevalier de l'ordre de Léopold